# USS Indianapolis (SSN-697)
| «Індіанаполіс»             | «Індіанаполіс»                   | «Індіанаполіс»                   |
| -------------------------- | -------------------------------- | -------------------------------- |
| USS Indianapolis (SSN-697) |                                  |                                  |
|                            |                                  |                                  |
|                            |                                  |                                  |
| Спуск на воду              | 30 липня 1977 року               | 30 липня 1977 року               |
| Виведений зі складу флоту  | 22 грудня 1998 року              | 22 грудня 1998 року              |
| Сучасний статус            | В утилізації                     | В утилізації                     |
| Проєкт                     |                                  |                                  |
| Головний конструктор       | General Dynamics Corporation     | General Dynamics Corporation     |
| Класифікація НАТО          | Los Angeles I                    | Los Angeles I                    |
| Основні характеристики     |                                  |                                  |
| Швидкість (надводна)       | 15 вузлів                        | 15 вузлів                        |
| Швидкість (підводна)       | 32 вузла                         | 32 вузла                         |
| Робоча глибина занурення   | 290 метрів                       | 290 метрів                       |
| Гранична глибина занурення | 450 метрів                       | 450 метрів                       |
| Екіпаж                     | 110 (12 офіцерів)                | 110 (12 офіцерів)                |
| Розміри                    |                                  |                                  |
| Довжина найбільша (по КВЛ) | 110,3 метри                      | 110,3 метри                      |
| Ширина корпусу найб.       | 10 метрів                        | 10 метрів                        |
| Середня осадка (по КВЛ)    | 9,7 метра                        | 9,7 метра                        |
| Водотоннажність надводна   | 5784 тонни                       | 5784 тонни                       |
| Озброєння                  |                                  |                                  |
| Торпедно- мінне озброєння  | 4 × 21 (533 мм) торпедні апарати | 4 × 21 (533 мм) торпедні апарати |

«Індіанаполіс» (англ. USS Indianapolis (SSN-697)) — багатоцільовий атомний підводний човен, є 10-тим в серії з 62 підводних човнів типу «Лос-Анжелес», побудованих для ВМС США. Він став третім кораблем ВМС США, який отримав назву на честь міста Індіанаполіс, столиці штату Індіана. Призначений для боротьби з підводними човнами і надводними кораблями противника, а також для ведення розвідувальних дій, спеціальних операцій, перекидання спецпідрозділів, нанесення ударів, мінування, пошуково-рятувальних операцій.

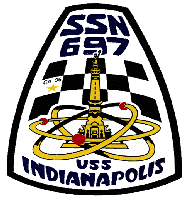
Емблема човна

Атомний підводний човен  USS Indianapolis (SSN-697) був побудований на верфі компанії General Dynamics Electric Boat в місті Гротон, штат Коннектикут, відповідно до контракту від 24 січня 1972 року. Церемонія закладання кіля відбулася 19 жовтня 1974. Спуск на воду відбувся 30 липня 1977. Хрещеною матір'ю стала Естер Дебра Брей, дружина колишнього конгресмена від штату Індіана Вільяма Брея. Зданий в експлуатацію 5 січня 1980 року. На церемонії вводу в експлуатацію були присутні ветерани крейсера USS Indianapolis (CA-35). Порт приписки Перл-Гарбор, Гаваї.
Команда підводного човна була нагороджена Похвальною грамотою Військово-Морських Сил (вручена їй під час церемонії інактивації 17 лютого 1998 року) за операції з 1 квітня по 1 вересня 1997 року та медаллю "Гуманітарна служба" за порятунок 30 в'єтнамських біженців, деякі з яких були в дуже поганому фізичному стані і усім не вистачало прісної води або їжі, 12 квітня 1982 року.
22 грудня 1998 році після 18 років служби з призначених 30-ти, підводний човен було виведено з експлуатації та вилучено з реєстру морських суден. Це заощадило ВМС США витрати на відновлення реакторного палива, а також заощадило експлуатаційні витрати. Скорочення флоту, яке йшло паралельно із виведенням з експлуатації старих суден, було спричинене геополітичними змінами, а саме закінченням холодної війни.